# Timme Rosenkrantz
Niels Otte Timme baron Rosenkrantz (6. juli 1911 i Hellerup – 11. august 1969 i New York) var en dansk baron, journalist, forfatter, radioproducer, pladeproducer, foredragsholder og jazzentusiast. Søn af kriminalforfatteren Palle Rosenkrantz. 
Timme Rosenkrantz var blandt de tidlige tilhængere af afroamerikansk jazzmusik. Han rejste første gang til USA i Februar 1934, og blev gennem årene ven med mange store og små jazz-personligheder. Han har skrevet flere bøger bl.a.: "Dus med Jazzen" (Mine Jazzmemoirer) fra 1964; en festlig bog om hans mange oplevelser i jazzens hovedstad New York (særligt i Harlem).
Han var livet igennem en stor samler af musikoptagelser og litteratur om jazz, og han efterlod en samling, der omfatter mange grammofonplader og andet materiale om jazz. Der er i samlingen: 1679 78’er-plader, 170 ep’er, 1055 lp’er, 411 acetater, 923 spolebånd og 103 bøger. Dertil kommer en samling på over 3000 fotos af musikere og orkestre, hvoraf mange er optaget af Rosenkrantz selv.
Timme Rosenkrantz's samling er placeret i universitetsbiblioteket på Syddansk Universitet.